# Meteorologiåret 1953

## Händelser

### Januari
- 18 januari – Vinden blåser 30 meter per sekund i Bjuröklubb, Sverige vilket innebär Västerbottens vindhastighetsrekord [1].

### Februari
- 1 februari - En översvämningskatastrof drabbar Nederländerna då vallarna mot Nordsjön brustit och 100 000 personer blir hemlösa [2].  Översvämningarna kräver drygt 2 100 dödsoffer, och människor måste räddas med båt och helikopter [3].

### Mars
- 3 mars – Vinden blåser återigen 30 meter per sekund i Bjuröklubb, Sverige vilket innebär att Västerbottens vindhastighetsrekord från 18 januari 1953 tangeras [1].
- 21 mars – En tornado slår till mot Saint Cloud-området i Minnesota, USA [4].

### Juni
- 26 juni - 80 millimeter regn faller på 30 minuter över Eskdalemuir, Dumfries och Galloway i Skottland, Storbritannien vilket är nytt rekord för 30 minuter [5].

### Juli
- 4 juli –  2 hg stora hagel på 7x8 centimeter faller över Ramnäs, Sverige vilket innebär största observerade haglen i Sverige [6].
- 4-5 juli – Ett oväder i Sverige orsakar stora skador i Dalarna och Siljansbygden [7].
- 18 juli - 1 700 personer omkommer och 7 000 skadas vid översvämningar på ön Hondo i Japan [8].

### Augusti
- Augusti – 257 millimeter nederbördsmängd faller över Sätra brunn, Sverige vilket innebär månadsnederbördsrekord för Västmanland [6].
- 18 augusti – Tornado härjar i Minnesota, USA [9].

### November
- 20 november - Underkylt regn i Minnesota, USA förstör telefonledningar [10].

### December
- 4 december - Snöslask- och isstorm härjar i sydvästra Minnesota, USA och orsakar extrem skada [10].
- 5 december - I Nordby och Fanø, Danmark uppmäts temperaturen + 14,5 °C, vilket blir Danmarks högst uppmätta temperatur för månaden [11].
- 25 december - Ingen snö på julen i Haparanda och Luleå i Sverige [12].

### Okänt datum
- Bodø i Norge börjar mäta dygnsmedeltemperatur [13].
- Två kilo tunga hagel faller i västmanländska Ramnäs [14].
- Torne älv i Sverige drabbas av svår islossning [15].
- I USA börjar National Hurricane Center ge alla tropiska stormar och orkaner på norra Atlanten och i Mexikanska golfen namn. Årets första storm får ett kvinnonamn på A, den andra på B och så vidare [16].

## Födda
- Okänt datum – Mike Randall, amerikansk skådespelare, meteorolog och reporter.

## Avlidna
- 30 september – Lewis Fry Richardson, engelsk matematiker, fysiker, meteorolog, psykolog och pacifist.

### Fotnoter
1. 1 2  ”SMHI”. Arkiverad från originalet den 9 september 2010. https://web.archive.org/web/20100909030220/http://www.smhi.se/kunskapsbanken/meteorologi/vasterbottens-klimat-1.5004. Läst 5 februari 2011.
2. ↑  20:e århundrades När Var Hur, Bernt Himmelstedt, Forum, 1999
3. ↑  100 år med Aftonbladet, 1999
4. ↑  ”Arkiverade kopian”. Arkiverad från originalet den 11 juni 2014. https://web.archive.org/web/20140611100013/http://climate.umn.edu/pdf/day_in_weather_history/march_wx_history.pdf. Läst 26 januari 2015.
5. ↑  DMI[död länk]
6. 1 2  SMHI
7. ↑  SMHI
8. ↑  Faktakalendern 2006, Semic, 2005
9. ↑  ”Arkiverade kopian”. Arkiverad från originalet den 26 juli 2010. https://web.archive.org/web/20100726102403/http://www.climate.umn.edu/pdf/day_in_weather_history/august_wx_history.pdf. Läst 16 februari 2011.
10. 1 2  ”Arkiverade kopian”. Arkiverad från originalet den 22 juni 2010. https://web.archive.org/web/20100622121311/http://climate.umn.edu/pdf/ice_storms_in_minnesota.pdf. Läst 15 februari 2011.
11. ↑  Vejrekstremer i Danmark Arkiverad 19 januari 2013 hämtat från the Wayback Machine. DMI
12. ↑  Sveriges television 14 december 2006 - Grön jul utom längst upp i norr
13. ↑  MET
14. ↑  Sverige 1900-talet – Varmare men från ett kallt utgångsläge, NE, Bra Böcker, 2000
15. ↑  SMHI
16. ↑  ”Hur får orkanerna sina namn?”. SMHI. 28 november 2008. Arkiverad från originalet den 25 augusti 2010. https://web.archive.org/web/20100825210630/http://www.smhi.se/kunskapsbanken/meteorologi/hur-far-orkanerna-sina-namn-1.278.